# Conde de Palma de Almeida
Conde de Palma de Almeida é um título nobiliárquico criado por D. Manuel II de Portugal, por Decreto de 1 de Outubro de 1908, em favor de José Henriques Palma de Almeida, antes 1.º Visconde de Palma de Almeida.
Titulares
1. José Henriques Palma de Almeida, 1.º Visconde e 1.º Conde de Palma de Almeida.

Após a Implantação da República Portuguesa, e com o fim do sistema nobiliárquico, usou o título: 
1. Luís Filipe Palma de Almeida Braga, 3.º Visconde e 2.º Conde de Palma de Almeida.[2]